# Consejo Asesor de Inteligencia Artificial
El Consejo Asesor de Inteligencia Artificial es un órgano colegiado de la Administración General del Estado responsable de asesorar al Ministerio de Transformación Digital en el diseño de la propuesta de las políticas del Gobierno de España en materia de inteligencia artificial.

## Funciones
Tiene tres funciones principales:
1. Asesorar e informar al Departamento en la propuesta y ejecución de la política del Gobierno en materia de inteligencia artificial.
2. Valorar observaciones y comentarios, así como formular propuestas sobre la Estrategia Nacional de Inteligencia Artificial, para extraer conclusiones que permitirán aprobar las nuevas versiones de la Estrategia.
3. Asesorar en materia de evaluación del impacto de la inteligencia artificial en la industria, Administración y sociedad.

## Composición
El Consejo Asesor está compuesto actualmente por 19 miembros:
- Óscar López Águeda, que ejerce la presidencia en calidad de titular del Ministerio de Transformación Digital.
- María Teresa Ledo Turiel, que ejerce la vicepresidencia en calidad de titular de la Secretaría de Estado de Digitalización e Inteligencia Artificial (SEDIA).
- Amparo Alonso Betanzos, catedrática de Ciencias de la Computación e Inteligencia Artificial de la Universidad de La Coruña.
- Juan Luis Arsuaga, doctor en Ciencias Biológicas y catedrático de Paleontología, siendo desde julio de 2013 director científico del Museo de la Evolución Humana de Burgos.
- Manuel Cebrián, que lidera el grupo de investigación de Movilización Digital del Instituto Max Planck.
- Asunción Gómez Pérez, catedrática de Ciencias de la Computación e Inteligencia Artificial, Vicerrectora de Investigación, Innovación y Doctorado en la Universidad Politécnica de Madrid.
- Emilia Gómez, investigadora del Centro Común de Investigación de la Comisión Europea, donde participa como científica principal en el proyecto sobre Comportamiento Humano e Inteligencia Artificial en la Transformación Digital.
- Francisco Herrera Triguero, catedrático de Ciencias de la Computación e Inteligencia Artificial de la Universidad de Granada y director del Instituto Andaluz Interuniversitario en Ciencia de Datos e Inteligencia Computacional..
- José Ignacio Latorre, director de Investigación en el Instituto de Innovación Tecnológica de Abu Dhabi y director del Centro de Tecnologías Cuánticas de Singapur.
- Pilar Manchón Portillo, doctora en Lingüística Computacional por la Universidad de Sevilla.
- Inma Martínez, pionera tecnológica en inteligencia artificial y digitalización e involucrada en el sector de innovación desde hace más de dos décadas.
- Joaquín Quiñonero, dirige la iniciativa de inteligencia artificial Responsable en Facebook. Doctor por la Universidad Técnica de Dinamarca, ha trabajado como investigador en el Instituto Max Planck de Cibernética Biológica y en Microsoft Research. Asimismo, es miembro del consejo de administración del Partnership on AI.
- Luz Rello Sánchez, doctora en Ciencias de la Computación, profesora en el IE Business School y fundadora de Change Dyslexia, que emplea inteligencia artificial para la dislexia.
- Pablo Rodríguez Rodríguez, investigador en desarrollos tecnológicos a largo plazo sobre tecnologías disruptivas.
- Antonio Torralba, profesor de Ingeniería Eléctrica y de Ciencias de la Computación en el Instituto Tecnológico de Massachusetts y director de la Facultad de Inteligencia Artificial y Toma de Decisiones.
- Carme Torras, profesora de investigación en el Instituto de Robótica (CSIC-UPC). Asimismo, es miembro de diversos comités de tecnoética.
- Rafael Yuste, neurobiólogo impulsor del proyecto BRAIN de Investigación del Cerebro a través del avance de neurotecnologías innovadoras.

Miembros anteriores:
- Carles Serra, director del Instituto de IA del CSIC
- Lorena Jaume-Palasi, fundadora de Ethical Tech Society, AlgorithmWatch y IGF Academy, donde centra su trabajo en la filosofía del Derecho y la ética de la automatización y de la digitalización.
- Ricardo Baeza-Yates, director de los programas de postgrado de ciencia de datos en el campus de Silicon Valley de la Universidad del Nordeste y fundador del Grupo de Ciencias de la Web y Computación Social de la Universidad Pompeu Fabra.

Además, la persona titular de la Subdirección General de Inteligencia Artificial, o un funcionario de esta Subdirección General en quien delegue, ejercerá la secretaría del Consejo, y se pueden incorporar también a las reuniones del Consejo los altos cargos de la SEDIA que sean convocados a las mismas en función de los asuntos a tratar.

## Dimisiones
Tres miembros, Carles Serra, Lorena Jaume-Palasí y Ricardo Baeza-Yates dimitieron el 29 de marzo de 2023 por discrepancias «éticas» y por las «contradicciones» del Gobierno.
El motivo de la dimisión fue la firma del acuerdo el 20 de marzo entre la Secretaría de Estado de Digitalización e Inteligencia Artificial (SEDIA) y el centro de investigación de los Emiratos Árabes Unidos ADIA Lab.
El primero en dimitir fue Carles Serra, director del Instituto de IA del CSIC, quien afirmó: «Uno de los motivos por los que he presentado mi dimisión es porque desde hace muchísimo tiempo la SEDIA no nos consulta las decisiones que toma y, por lo tanto, como miembro de un Consejo Asesor veo mi papel bastante inútil».